# Institut Carnot ARTS
Pour les articles homonymes, voir Arts (homonymie).
 (janvier 2016).
Si vous disposez d'ouvrages ou d'articles de référence ou si vous connaissez des sites web de qualité traitant du thème abordé ici, merci de compléter l'article en donnant les références utiles à sa vérifiabilité et en les liant à la section « Notes et références ».
L'institut Carnot ARTS (Actions de Recherche pour la Technologie et la Société - iC ARTS) est une structure de recherche partenariale multisite en France, membre de l'Association des instituts Carnot, fortement impliquée dans les enjeux liés à l'industrie du futur. 
Grâce à ses compétences scientifiques multidisciplinaires et ses travaux de recherche technologique, l’institut Carnot ARTS accompagne les industriels tout au long du cycle de vie de leurs produits et répond ainsi aux défis de conception, d’industrialisation et de fabrication de produits manufacturés complexes et innovants. Son réseau de 23 laboratoires répartis sur 18 sites à travers 9 régions s’appuie sur une expertise et des plateformes technologiques de haut niveau.  
L'institut Carnot ARTS propose une offre de compétences multidisciplinaires permettant de couvrir toutes les phases du cycle de vie d’un produit (de la conception à la tenue en service, jusqu’à la fin de vie) : 
- diagnostics technologiques et d'innovation ;
- analyse de besoin, formalisation des problématiques, études de faisabilité ;
- études de R&D ;
- conception et réalisation de démonstrateurs et prototypes ;
- réalisation d'essais ;
- prestations techniques ;
- formations courtes spécifiques.

Son implantation multirégionale, au sein des milieux socio-économiques locaux, lui confère une proximité avec les entreprises (notamment PME et ETI), les clusters et les pôles de compétitivité.  
L'institut est porté par Arts et Métiers et AMVALOR, structure de valorisation de l'Établissement.  

## Historique
L'iC ARTS figure parmi les 20 premiers instituts labellisés Carnot par le ministère de l’Enseignement Supérieur et de la Recherche (labellisé en 2006).

## Membres
| - AMVALOR - Arts et Métiers ParisTech - CNAM - CNRS - Centrale Lille - Ecole Nationale Supérieure de Création Industrielle – ENSCI - Ecole Navale - Georgia-Tech Lorraine |  | - Hautes études d'ingénieur de Lille - Institut national Polytechnique Bordeaux - Université d’Aix-Marseille - Université de Bordeaux - Université de Bourgogne - Université de Lille - Université de Lorraine - Université Polytechnique Hauts-de-France |  |  |

## Missions principales
L'institut Carnot ARTS est organisé autour de trois axes de recherche : Conception, Industrialisation, et Production (CIP) ; Mécanique, Matériaux, Procédés (M2P) et Fluides et Systèmes Énergétiques (FSE). Il exerce notamment ses activités dans les secteurs automobile, bâtiment, électricité, énergies renouvelables, génie civil, industries manufacturières, industries mécaniques de transformation, mécanique générale, produits et services, santé des personnes, transports. 
- Travaux de recherche et d’innovation : Au-delà du rôle d’enseignement dans leurs établissements de rattachement, les équipes d’enseignants et de chercheurs des laboratoires de l’institut Carnot ARTS sont réputés pour la qualité de leurs travaux de recherche et d’innovation (les contrats de recherche avec les industriels sont éligibles au doublement de l'assiette Crédit Impôt Recherche-CIR).
- Conseils et expertises : En plus de leurs activités de R&D, le personnel des laboratoires peut intervenir pour des prestations de conseils, afin d’accompagner les entreprises dans l’amélioration de leurs produits et services, ainsi que pour des expertises techniques ;
- Gestion et valorisation de la recherche partenariale : Sous la responsabilité scientifique d’enseignants-chercheurs, les relations contractuelles avec les industriels sont négociées et gérées par la structure de valorisation d'Arts et Métiers AMVALOR.

## Plateformes technologiques de pointe
Les compétences de l'institut Carnot ARTS sont organisées autour de plateformes technologiques (intégrées dans un ou plusieurs laboratoires de recherche), mutualisant expertises et équipements de haut niveau, qui sont au service du transfert de technologies et d’accompagnements techniques : 
- procédés d'usinage : usinage grande vitesse, usinage de grande précision, usinage assisté (cryogénie, haute pression, vibratoire…) ;
- fabrication additive et procédés laser : conception des pièces en fabrication additive, procédés de fabrication additive, matériaux métalliques et polymères, soudage et perçage laser, choc laser ;
- forge et déformations plastiques : emboutissage et forgeage robotisé, thixoforgeage, FSW, laminage transversal, net shape ;
- composites et polymères : mise en œuvre de structures composites, moules chauffants, assemblages collés, biocomposites et biopolymères, endommagement ;
- bois : déroulage, sciage et procédés de première transformation du bois, halle de production de placage, prédiction des propriétés mécaniques des bois massifs et reconstitués par contrôle non destructif (CND) ;
- fonderie : fonderie sous pression, fonderie basse pression de magnésium, modélisation numérique et expérimentale, conception d’outillages par fabrication additive ;
- traitements et fonctionnalisation de surfaces : moyens de caractérisation des produits et/ou des surfaces (mécaniques, dynamiques, physico-chimiques, durabilité), procédés de dépôts en couches minces, procédés sol-gel, traitements thermochimiques de nitruration, carbonitruration, cémentation ;
- fatigue, choc, tenue en service : durabilité des matériaux et des structures, tenue aux chocs et à l’impact, bancs d'essais dynamiques (fatigue multiaxiale, flexion-torsion combinée, pression interne et sous environnement, catapulte, crash) ;
- conception de produits et prototypes : design bio-inspiré, méthodes d’innovation en conception, ingénierie numérique et collaborative de produit, systèmes dynamiques intelligents, procédés avancés pour le prototypage de pièces fonctionnelles, ergonomie et usage ;
- simulateur et réalité virtuelle : réalité augmentée, immersion virtuelle multisensorielle, co-simulation, usage et interactions avec la maquette numérique, mal du simulateur, réalité virtuelle/réalité augmentée appliqué à la formation et à la maintenance ;
- robotique industrielle : robotique collaborative, cobotique, machine learning, assemblage et usinage robotisés, conception de systèmes robotiques de précision, métrologie en ligne, assistance au levage de charges lourdes, internet des objets/robots, optimisation des flux de production ;
- biomécanique : biomécanique du sport et de la sécurité, modélisation neuro-musculo-squelettique, innovation chirurgicale et salle de chirurgie expérimentale, robotique et nouveaux matériaux appliqués à la santé, analyse de mouvements in situ, caractérisations mécaniques in vivo et in vitro ;
- turbomachines et systèmes énergétiques : conception innovante des systèmes fluides, réduction des nuisances sonores, modélisation numérique et expérimentale en aérodynamique, tunnels d'essais hydrodynamiques, machines tournantes et dispositifs fixes, métrologie dynamique des écoulements ;
- gestion de l'énergie électrique : réseaux électriques de distribution ou de transport, Smart grids : pilotage mutualisé de charges-sources-réseaux, électronique de puissance, ENR : plateforme système isolé et sécurisé de production locale multi-sources d'électricité, intégration des nouveaux moyens de production, stockage et conversion d’énergie dans le système électrique (simulations temps différé et temps réel, validations expérimentales et Power Hardware in the Loop) ;
- grandes souffleries : plateforme modulable d'essais aérodynamiques ou acoustiques, études aérodynamiques stationnaires et instationnaires, étude et contrôle des écoulements décollés, impact des effets thermiques, aéro-acoustique, optimisation aérodynamique, contrôle par jets actifs ;
- contrôle non destructif.

## Laboratoires de recherche et d'innovation

### Paris
- DynFluid, Laboratoire de Dynamique des Fluides ;
- IAT, Institut AéroTechnique ;
- IBHGC, Institut de Biomécanique Humaine Georges Charpak ;
- LCPI, Laboratoire Conception de Produits et Innovation ;
- LIFSE, Laboratoire d'Ingénierie des Fluides et Systèmes Énergétiques;
- LMSSC, Laboratoire de Mécanique des Structures et des Systèmes Couplés;
- PIMM, Laboratoire Procédés et Ingénierie en Mécanique et Matériaux ;
- CRD, Centre de Recherche en Design.

### Lille
- LMFL, Laboratoire de Mécanique des Fluides de Lille ;
- L2EP, Laboratoire d'électrotechnique et d'électronique de puissance de Lille ;
- MSMP, Laboratoire Mécanique, Surface, Matériaux et Procédés ;
- LISPEN, Laboratoire d'Ingénierie des Systèmes Physiques et Numériques.

### Châlons-en-Champagne
- MSMP, Laboratoire Mécanique, Surface, Matériaux et Procédés ;

### Metz
- LEM3, Laboratoire d'Etude des Microstructures et de Mécanique des Matériaux ;
- LCFC, Laboratoire de Conception Fabrication Commande ;
- Georgia-Tech Lorraine, UMI GT-CNRS 2958.

### Belfort, Dijon, Cluny, Chalon-sur-Saône
- CIAD, Laboratoire de Connaissance et d'Intelligence Artificielle
- LaBoMaP, Laboratoire Bourguignon des Matériaux et Procédés ;
- LISPEN, Laboratoire d'Ingénierie des Systèmes Physiques et Numériques

### Chambery
- LCPI, Laboratoire Conception de Produits et Innovation ;

### Aix-en-Provence
- LISPEN, Laboratoire d'Ingénierie des Systèmes Physiques et Numériques ;
- MSMP, Laboratoire Mécanique, Surface, Matériaux et Procédés ;

### Bordeaux
- I2M, Institut de Mécanique et d'Ingénierie.

### Angers et Laval
- LAMPA, Laboratoire Angevin de Mécanique, Procédés et innovAtion  .

### Valenciennes
- LAMIH, Laboratoire d’Automatique, de Mécanique et d’Informatique Industrielles et Humaines ;

### Brest
- IRENAV, Institut de Recherche de l'Ecole Navale
- IRDL, Institut de recherche Dupuy de Lôme

### Bidart
- ESTIA-R, Laboratoire de recherche de l'Ecole Supérieure des Technologies industrielles avancées